# روث كومفورت ميتشيل يونغ
روث كومفورت ميتشيل يونغ (بالإنجليزية: Ruth Comfort Mitchell Young)‏ (1882 - 1954)؛ كاتِبة، شاعرة وروائية أمريكية.